# 斯蒂格曼 (加利福尼亞州)
斯蒂格曼（英語：Stegeman）是位於美國加利福尼亞州科盧薩縣的一個非建制地區。該地的面積和人口皆未知。

## 地理
斯蒂格曼的座標為39°21′28″N 122°01′43″W / 39.35778°N 122.02861°W，而該地的平均海拔高度為24米（即79英尺）。